# Norberto Bernárdez Ávila
Norberto Bernárdez Ávila (ur. 20 kwietnia 1987 r.) – honduraski wioślarz, reprezentant Hondurasu w wioślarskiej jedynce podczas Letnich Igrzysk Olimpijskich w Pekinie.

## Osiągnięcia
- Igrzyska Olimpijskie – Pekin 2008 – jedynka – 31. miejsce[1][2].